# 郭甘章
郭甘章（？—1880），又名郭亞祥、郭松，19世紀香港富商，主要靠買辦及航運業致富，被譽為「香港第一代華人船王 」。

## 生平
郭甘章出生於廣東香山的水上人家。鴉片戰爭期間，郭甘章為英軍輸送糧水，其後於香港定居，1845年獲鐵行公司香港分行聘為買辦。1852年，郭甘章在上海虹橋建立的一所修理外國船舶的船塢，1854年更從鐵行公司購入一些機械工程廠和船廠。1860年代，郭甘章成立發興行，經營來往香港、澳門與廣州的客輪服務。1870年代，郭甘章更將其業務擴展至地產以及其他範疇。1877年，郭甘章成為了當年向香港政府繳交最多差餉的人士。